# غزوات المغول للشام
بدءًا من أربعينيات القرن الثاني عشر، قام المغول بغزوات متكررة للشام أو محاولات للقيام بذلك. فشل معظمها، لكنهم حققوا بعض النجاح في عامي 1260 و1300، حيث استولوا على حلب ودمشق ودمروا الأسرة الأيوبية. أُجبر المغول على التراجع في غضون أشهر في كل مرة من قبل قوات أخرى في المنطقة، وفي المقام الأول المماليك. تم وصف صراع ما بعد 1260 بأنه الحرب المملوكية–الإلخانية.

## الغزو الأول
أثناء حكم بايجو نويان في بلاد فارس، هاجم الجيش المغولي بقيادة يسور الشام عام 1244. أسباب الهجوم غير واضحة، لكنه ربما كان انتقامًا لمشاركة الشوام على الجانب السلجوقي في معركة جبل كوسه. في خريف عام 1244، حشد يسور القوات المغولية في وادي دجلة العلوي حيث أخضعوا مقاطعة أخلاط الكردية. أثناء تحركه، لم يواجه الجيش المغولي أي مقاومة ودمر المنطقة في طريقه. لم يتم الاستيلاء على المدن المحصنة في تقدمه لأن يسور لم يكن مستعدًا لهجوم الحصار. مروراً بأراضي مدينة أورفة، عبر نهر الفرات.
وسار مباشرة إلى حلب لكنه ذهب إلى حيلان قبل أن يعوق المناخ تحركات جيشه. أرسل يسور مبعوثين إلى حلب للمطالبة بتقديم الجزية التي وافق الناصر يوسف على دفعها. تم إرسال نفس الطلب إلى بوهيموند الأنطاكي الذي اختار عدم قتالهم.
سحب يسور قواته إلى وادي الفرات وتلقى استسلام ملطية. وفي مصر، قرر السلطان الصالح أيوب الإذعان للنتائج ولم يقم بأي محاولة لجمع جيش لمواجهة المغول الذين غزوا أراضيه في الشام.
في عام 1251، كذريعة لشراء السلام، أرسل السلطان الناصر يوسف ممثليه إلى منغوليا لانتخاب مونكو خان ووافق على جعل الشام دولة تابعة للإمبراطورية المغولية.

## اجتياح عام 1260
بداية عام 1253 بدأ المغول بقيادة هولاكو اجتياح ما تبقى من الدويلات الإسلامية، ودخلوا سوريا عام 1259. وكانت الدولة الأيوبية تحكم الشام ومصر وليبيا والنوبة ماعدا الممالك الصليبية, وقد وصل المغول جنوبا حتى فلسطين ثم توقفوا بسبب موت مونكو خان إمبراطور المغول فاضطر هولاكو لسحب معظم قطعات جيشه الضخم وترك بالمنطقة فقط 20ألف جندي بقيادة كتبغا وقد سحقوا بواسطة جيش المماليك بقيادة السلطان قطز في معركة عين جالوت عام 1260 وتراجعوا من فلسطين إلى داخل سوريا ثم هزموا في معركة حمص عام 1260.

## ثورة الموصل
كان أولاد بدر الدين موالين للمملوكين ومناهضين للمغول، وكانوا قد خرجوا عليهم ولكن المغول اخمدوا الثورة بنجاح عام 1265م.

## اجتياح عام 1271
أرسل أباقا خان بن هولاكو حاكم إلخانات إيران عشرة آلاف مغولي بقيادة ساماقر مع بعض الدعم من السلاجقة الروم إلى الشام مرة أخرى عام 1271 بإلحاح من الملك إدوارد الأول ملك إنجلترا (الذي يقود الحملة الصليبية التاسعة) فتحركوا صوب حلب واستولوا عليها وخربوها واجهوا جنوبا نحو دمشق ولكنهم فوجئوا وانهزموا انسحبوا بسرعة وطاردهم جيش المسلمين من محيط دمشق حتى نهر الفرات واسر العديد من المغول.

## اجتياح عام 1281 (معركة حمص الثانية)

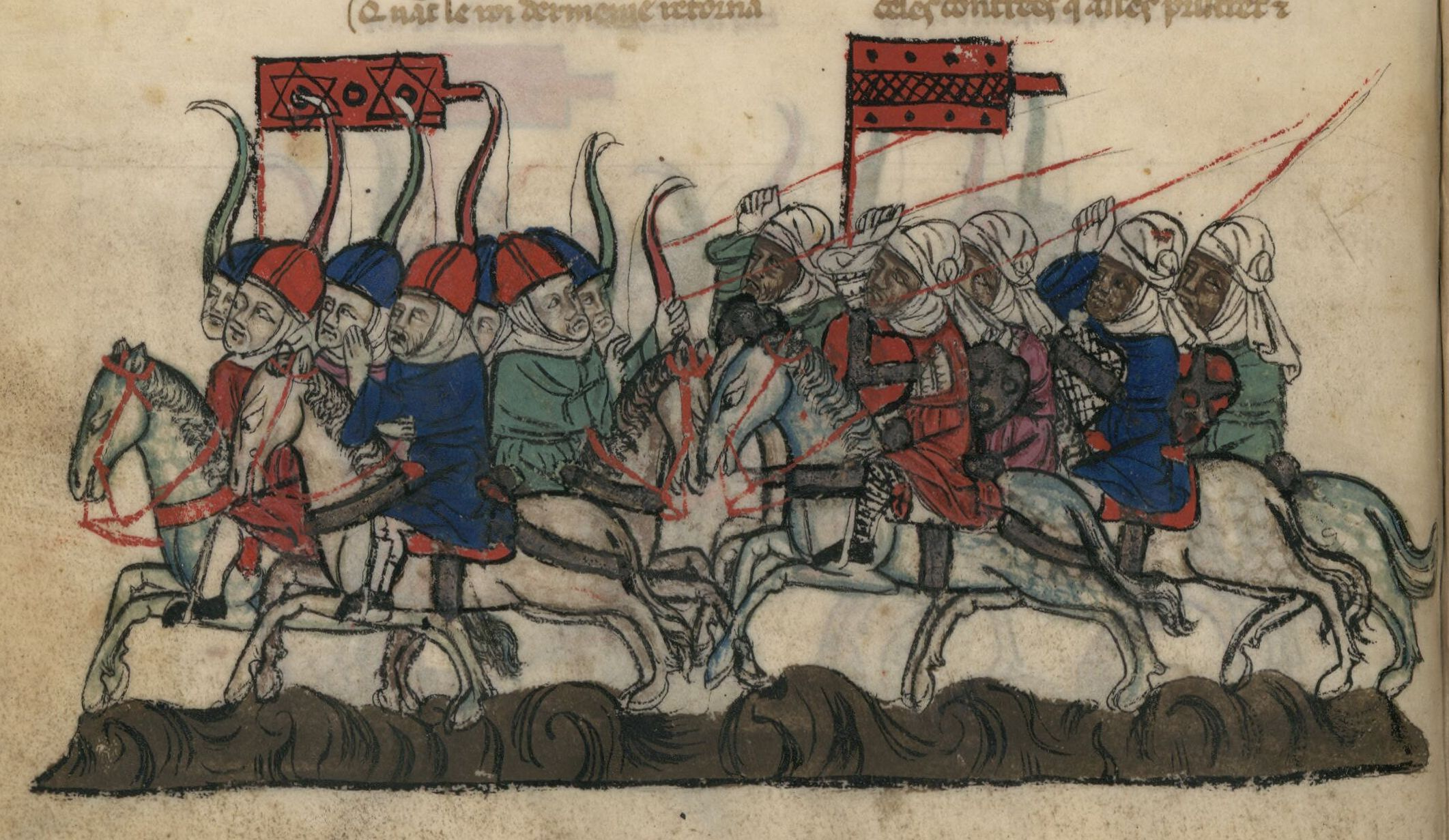
معركة حمص الثانية وهزيمة المغول

حصلت بتاريخ 29 أكتوبر 1281 وهي المحاولة الثانية لأباقا خان للاستيلاء على الشام مرة أخرى. فبعد هزيمة المغول بعين جالوت ثم عند بلدة «أبلستين» بآسيا الصغرى عام 1277 التي صادفت 10 ذي القعدة 675 هجري بقيادة بيبرس أيضا. أرسل أباقا خان هذه المرة أخوه منكوتمر بجيش ضخم يقارب ما بين 50 إلى 80 ألفا من المغول وإسناد 30 ألف أجنبي غالبيتهم من جورجيا بقيادة ملكهم ديمتريوس الثاني والأرمن بقيادة ليو الثالث.
التقى الجيشان جنوب مدينة حمص بمواجهة ضارية، وتمكن الجورجيين والأرمن من اختراق جناحي جيش المماليك مما سبب باضطراب المماليك، لكنهم وبقيادة السلطان قلاوون ثبتوا ثبات المستميت فدمروا قلب الجيش المغولي وجرح منجو تيمور الذي هرب بسرعة وتبعه جيشه بأكمله، وفضل قلاوون عدم ملاحقة المغول مما حدا للأرمن والجورجيين الانسحاب من المعركة، وهي معركة حمص الثانية التي انهزم فيها المغول مرة ثانية في سورية.
بعدها بعام مات أباقا وخلفه أخوه أحمد تكودور الذي غير سياسته بعد إشهار إسلامه وفضل التحالف مع المماليك والمسلمين.

## اجتياح 1299/1300
في صيف 1299 أرسل ملك أرمينيا هيتوم الثاني رسالة إلى محمود غازان إلخان مغول فارس يطلب منه الدعم لغزو الشام. فعبر محمود غازان الفرات وغزا الشام مرة أخرى واستمر جنوبا حتى شمال حمص، خلال تلك المدة كان غازان يرسل الرسل إلى فرنجة قبرص (ملك قبرص وزعيم فرسان الهيكل وفرسان الإسبتاريين والفرسان التويتيين) يحضهم على مساعدته خلال هجومه على المماليك بالشام. وقد أرسل رسالته الأولى بتاريخ 21 أكتوبر ووصلت بعد 15 يوما وأرسل باقي الرسائل في نوفمبر.
لم تثبت المصادر على استلامه أي رد مع ذلك استمر بالمضي جنوباً صوب حلب فاحتلها. وهناك انضم إليه الملك حيطوم بقواته التي تحتوي أيضاً بعض فرسان المعبد والهيكل وشاركه بقية الغزو.
المدد المملوكي أرسل من مدينة دمشق بجيش جرار وتقابل الجمعان بوادي الخزندار يبعد من 2 إلى 3 فراسخ شمال شرق حمص وسط سورية, القوات المغولية عددها يقارب ال 60 ألف رجل ومعهم 40 ألف مقاتل من جورجيا والأرمن, المماليك كان عددهم من 20 إلى 30 ألف مقاتل. وقد تفاوتت المصادر عن نتيجة المعركة، فالمصادر الغربية تؤكد أن المواجهة التي حصلت بتاريخ 23 أو 24 ديسمبر من عام 1299 كانت لصالح المغول ضد المسلمين بينما المصادر الإسلامية تقول أن المسلمين انتصروا بتلك المعركة ولكن وإن كانت خسائر المماليك قليلة (من 200 وحتى الألف شهيد) مقابل خسائر المغول(من 5 إلى 14 ألف قتيل), مع ذلك انسحب المماليك من المعركة. خلال تراجعهم تعرضوا لمضايقات من جانب المارونيين والدروز الذين كانوا يريدون الاستقلال من المماليك وبناء كيانات خاصة لهم. وقد طاردت إحدى الفرق المغولية المماليك حتى غزة لتدفعهم للانسحاب إلى مصر.
تقدم الجيش المغولي بعد تلك المعركة حتى وصل أطراف دمشق أوائل عام 1300, وهي شبه خاوية بعد سماعهم أنباء تقدم المغول صوب مدينتهم وتحصن حاكمها بقلعة دمشق, فمحمود غازان أراد تجنيب المدينة الفظائع التي لاقتها المدن الأخرى خلال الغزوات المغولية السابقة. وأخيرا دخل المغول المدينة التي هزمتهم ووقفوا امام عظمة وكبرياء المدينة العريقة، ولكن المقاتلين المغول ومن معهم من العسكر بدؤوا بنهب المدينة مما حدا ببقية الجيش أن ينهبوا المناطق المحيطة وقدر بأن مايقرب من 3,600,000 درهم قد نهبت في هذه الفترة من مدينة دمشق المليئة بالنفائس.
حاكم المدينة المسمى أرغواش قد تحصن بقلعة دمشق وأخذ جميع السلاح عنده. أما المغول الذين حاصروا المدينة لمدة عشرة أيام (ما بين 30 ديسمبر 1299 و 6 يناير 1300) كانوا تقريباً قد دمرو فيها الكثير رغم مقاومة الكبيرة من القلعة. بعد ذلك أمر محمود غازان بسحب معظم جيشه في فبراير واسحب شرقا إلى ماوراء الفرات، والسبب في ذلك كما يعتقد إما خوفه من تحرش خانات مغول الجاكاتاي للحدود الشرقية لدولته، أو أنه أراد العودة إلى مناطق رعي أفضل لخيله. وقد تعلم المماليك بأن وفرة المراعي شيء مهم للمغول، فأخذوا بالاعتبار حرق المراعي حتى يسحبوا هذا المصدر من المعادلة فلا يستفيد منها العدو بشيء. وقد توعد غازان بأنه سيعود شتاء 1300 -1301 ليحتل مصر.
خلال تلك المدة أبقى غازان بعض القوات المغولية (حوالي 10,000 خيال)تحت قيادة مولاي المغولي وحكم سوريا لحوالي 3 أشهر غزا خلالها حتى القدس وغزة، ولكنه ارتد بسرعة عندما علم بعودة المماليك في مايو 1300. وقد عاد غازان إلى سوريا بعدما انتهى من طرد الجاكاتاي، أواخر العام نفسه وعبر الفرات ما بين 14 ديسمبر 1300 و 1 يناير 1301 واتجهوا من جديد نحو دمشق.وكانت قوة صغيرة من المغول هزموا بالقرب من حلب بواسطة قوة من جيش حماة. وقد شجع هذا الأمر في دمشق وجهز حاكم دمشق قوة كبيرة لمواجهتهم، ولكن المغول لم يلبثوا إلا قليلا وتراجعوا بعد وصول أخبار التجهيزات والتحصين في محيط دمشق، وارتبك المغول بعد وفاة أحد قادتهم، وتحاشوا مقابلة جيش دمشق وانسحبوا شرقا من جديد.

### جبيل
في أوائل 1300 تحرك اثنان من أمراء الفرنجة (جاي دي البليني وجان دي جيبيل) من قبرص صوب الشام استجابة لنداء محمود غازان وكونوا قاعدة بجبيل على الساحل السوري مع النية بالانضمام إلى المغول، ولكن غازان كان قد رحل فحاولوا حصار طرابلس ولكن عبثا مماجعلهم يقفلون راجعين إلى قبرص.

### غزو 1303 ومعركة شقحب
عاد المغول مرة أخرى إلى الشام عام 1303 واتجهوا كالعادة إلى دمشق ولكن عند سهل شقحب هزموا على يد جيش المماليك بدمشق هزيمة ساحقة، وطردوا من الشام إلى الأبد.
وتعتبر معركة شقحب من المعارك الفاصلة بالتاريخ الإسلامي ضد المغول بعد عين جالوت وهي الوحيدة التي شارك فيها الشيخ ابن تيمية وكان له الفضل في تشجيع الناس والشد على عزيمة الحكام وكان على رأس جيش دمشق الذي حارب وهزم المغول وطاردهم شرقاً في داخل سورية حتى نهر الفرات.

## تحركات الصليبيين
كانت هناك العديد من الاتصالات ما بين الإلخانات وملوك أوروبا النصارى ولكن جميع تلك الاتصالات فشلت بتوحيد الجهود العسكرية المشتركة وإن حصلوا على بعض الدعم من الإمارات الصليبية التي خضعت لهم مثل جورجيا وأرمينيا الصغرى وإمارة أنطاكية.

## اقرأ أيضاً
- غزوات المغول على فلسطين
- معركة شقحب
- معركة عين جالوت
- إلخانات
- وقعة عرض